# Kenji Sekido
Kenji Sekido (関戸 健二 Sekido Kenji?), född 7 januari 1990 i Kanagawa prefektur, är en japansk fotbollsspelare.
Sekido började sin karriär 2012 i Fagiano Okayama.